# Llengües tuareg
Les llengues tuàregs o el tuàreg (també tamashek, tamajak, tamahak; en tifinagh ⵜⴰⵎⴰⵌⴰⵆ) és una subdivisió dins la família de les llengües amazigues. Les parlen uns quatre milions de persones de l'ètnia tuàreg, establerts a Mali, Níger, Algèria, Líbia i Burkina Faso, amb uns pocs parlants a Kinnin, al Txad.

## Descripció
El tuàreg i els altres parlars amazics són força comprensibles mútuament i alguns lingüistes els consideren una sola llengua (per exemple, segons Karl Prasse); es distingeixen sobretot en la pronunciació d'alguns sons com z i h. La llengua tuareg és molt conservadora en certs aspectes; tenen dues vocals curtes quan al nord només n'hi ha una o cap i a més tenen menys préstecs de l'àrab. Tradicionalment, s'escriu en l'alfabet propi tifinag, però també es fa servir l'alfabet àrab i el llatí, que és l'oficial a Mali i Níger.

## Classificació de les llengües tuàregs
- Parlars tuàregs del nord:
  - Tamahaq o tahaggart – parlat pels Kel Ahaggar i els Kel Ajjer, a Algèria
- Parlars tuàregs del sud:
  - Tamashek – parlat pels Kel Adrar, a Mali, uns 270,000 parlants
  - Tayart Tamajeq – parlat pels Kel Ayer, al Níger, uns 1.250 000 parlants
  - Tawallammat Tamajaq – parlat pels Iwellemmeden, a Mali i el Níger, uns 870.000 parlants
  - Tamashaq - parlat pels Kal Asakan
  - Tin sert o Tetserret - amazic occidental ???

### Diccionaris

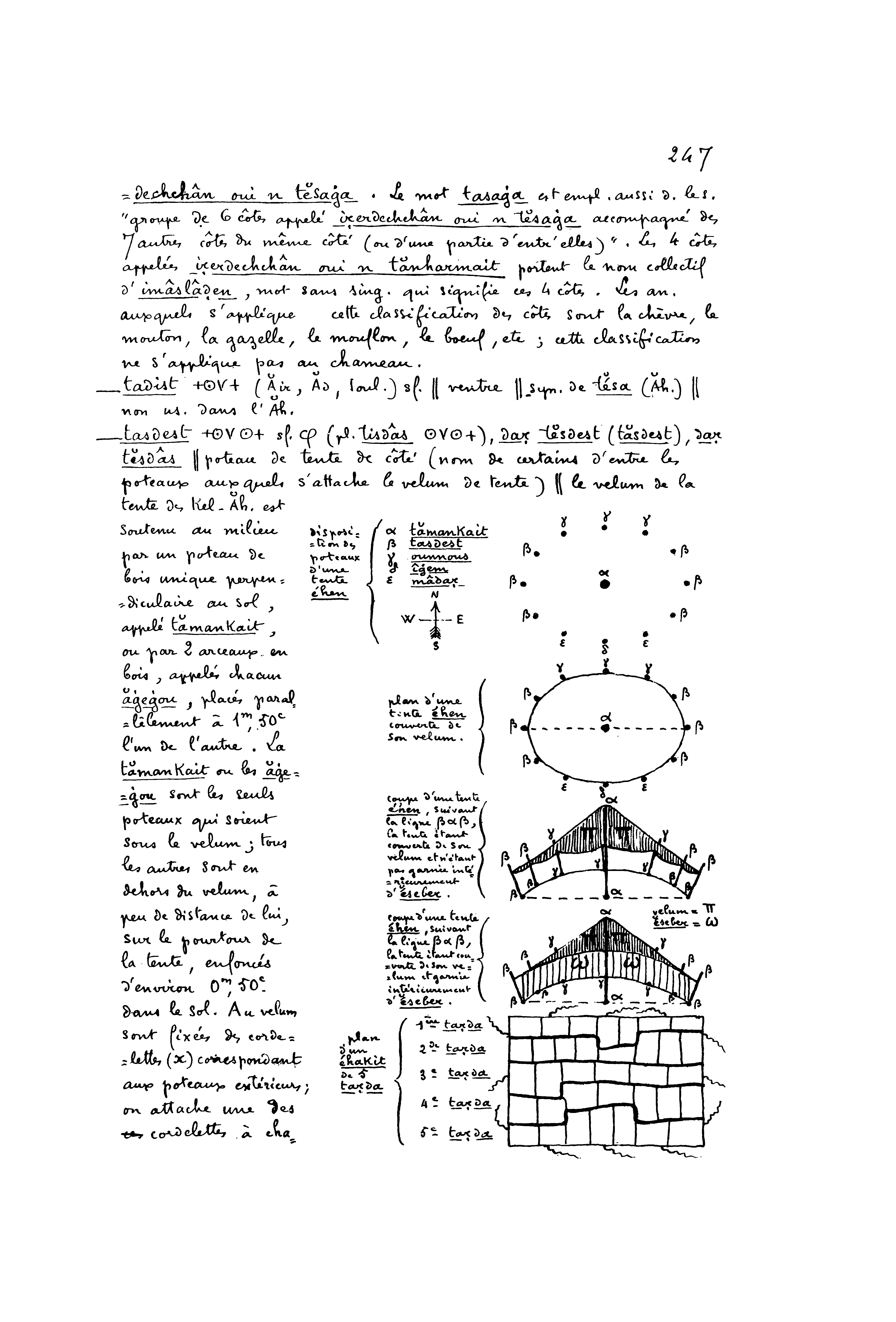
Pàgina 247 del diccionari del 1951, Dictionnaire Touareg–Français

- Charles de Foucauld (1951–1952) Dictionnaire touareg–francais. 4 vol. Paris: Imprimerie Nationale de France. [posthumous facsimile publication (author dec. 1916); dialect of Hoggar, southern Algeria]
- Jeffrey Heath (2006) Dictionnaire tamachek–anglais–français. Paris: Karthala. [covers dialects of northern Mali]
- Motylinski, A. (1908). Grammaire, dialogues et dictionnaire touaregs. Alger: P. Fontana.
- Prasse, Karl G., Alojaly, Ghoubeid, and Mohamed, Ghabdouane (2003) Dictionnaire touareg–francais (Niger). 2nd edition revised; 2 vol. Copenhagen: Museum Tusculanum Press, University of Copenhagen. [1st edition 1998; covers two dialects of the northern Republic of Niger]

### Gramàtiques
- Christiansen, Niels, and Regula. "Some verb morphology features of Tadaksahak ." SIL Electronic Working Papers. 2002. SIL International. 2 desembre 2007 <http://www.sil.org/silewp/yearindex.asp?year=2002>.
- Hanoteau, A. (1896) Essai de grammaire de la langue tamachek' : renfermant les principes du langage parlé par les Imouchar' ou Touareg. Alger: A. Jourdan.
- Galand, Lionel. (1974) 'Introduction grammaticale'. In: Petites Soeurs de Jesus, Contes touaregs de l'Air (Paris: SELAF), pp. 15–41.
- Heath, Jeffrey. 2005. Grammar of Tamashek (Tuareg of Mali). (Mouton Grammar Series.) the Hague: Mouton de Gruyter.
- Prasse, Karl G. (1973) Manuel de grammaire touaregue (tahaggart). 4 vol. Copenhagen.
- Sudlow, David. (2001). The Tamasheq of North-East Burkina Faso. Arxivat 2017-05-08 a Wayback Machine. Köln: Rüdiger Köppe Verlag.

### Texts
- Ag Erless, Mohamed (1999) "Il ný a qu'un soleil sur terre". Contes, proverbes et devinettes des Touaregs Kel-Adagh. Aix-en-Provence: IREMAM.
- Aghali-Zakara, Mohamed & Jeannine Drouin (1979) Traditions touarègues nigériennes. Paris: L'Harmattan.
- Albaka, Moussa & Dominique Casajus (1992) Poésies et chant touaregs de l'Ayr. Tandis qu'ils dorment tous, je dis mon chant d'amour. Paris: L'Harmattan.
- Alojaly, Ghoubeïd (1975) Ǎttarikh ən-Kəl-Dənnəg – Histoire des Kel-Denneg. Copenhagen: Akademisk Forlag.
- Casajus, Dominique (1985) Peau d'Âne et autres contes touaregs. Paris: L'Harmattan.
- Chaker, Salem & Jélène Claudot & Marceau Gast, eds. (1984) Textes touaregs en prose de Charles de Foucaould et. A. de Calassanto-Motylinski. Aix-en-Provence: Édisud.
- Chants touaregs. Recueillis et traduits par Charles de Foucauld. Paris, Albin Michel, 1997
- Foucauld, Charles de (1925) Poésies touarègues. Dialecte de l'Ahaggar. Paris: Leroux.
- Lettres au marabout. Messages touaregs au Père de Foucauld. Paris, Belin, 1999 Arxivat 2006-12-08 a Wayback Machine.
- Heath, Jeffrey (2005) Tamashek Texts from Timbuktu and Kidal. Berber Linguistics Series. Cologne: Koeppe Verlag
- Louali-Raynal, Naïma & Nadine Decourt & Ramada Elghamis (1997) Littérature orale touarègue. Contes et proverbes. Paris: L'Harmattan.
- Mohamed, Ghabdouane & Karl-G. Prasse (1989) Poèmes touaréges de l'Ayr. 2 vol. Copenhagen: Akademisk Forlag.
- Mohamed, Ghabdouane & Karl-G. Prasse (2003) əlqissǎt ən-təməddurt-in – Le récit de ma vie. Copenhagen: Museum Tusculanum Press.
- Nicolaisen, Johannes, and Ida Nicolaisen. The Pastoral Tuareg: Ecology, Culture, and Society. Vol. 1,2. New York: Thames and Hudson, Inc, 1997. 2 vols.
- Nicolas, Francis (1944) Folklore Twareg. Poésies et Chansons de l'Azawarh. BIFAN VI, 1-4, p. 1-463.